# Napoleón (película de 1995)
Napoleón, el perrito aventurero es una película de Australia/Estados Unidos de 1995, dirigida por Mario Andreacchio, y escrita por Mark Saltzman sobre un cachorro golden retriever que huye de su ciudad natal para vivir con los perros salvajes.

## Argumento

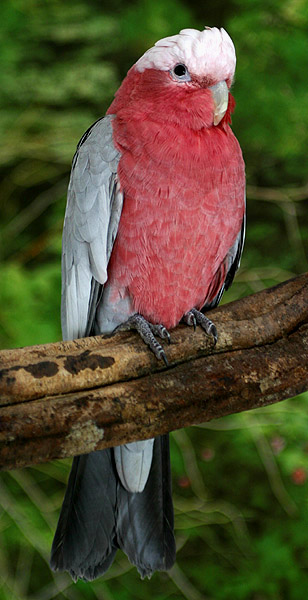
Pájaro Galah (Eolophus roseicapilla)

Napoleón es un perro Golden Retriever aventurero, y muy vivaz. Vive en un suburbio, con su madre y su familia, pero Napoleón le encanta soñar con los perros salvajes que viven lejos, y eventualmente convertirse en uno mismo. Un día se sube en una cesta colgada de unos globos y vuela hacia el cielo. El viento lo lleva a un trenvia y luego se dirige a una isla donde conoce a un pájaro del que se vuelve su amigo, después de ayudar a Napoleón a reventar los globos para poder salir de la canasta. En la isla Napoleón se encuentra con toda clase de animales diferentes, algunos de ellos son amistosos, aunque algunos son bastante hostiles. Con la ayuda de un pájaro galah llamado Birdo, aprende los secretos de vivir solo en la isla y defenderse de animales salvajes, en particular, un gato psicópata que cree todo a su alrededor es un ratón. Va en busca de los perros salvajes, a quienes finalmente encuentra. Está muy contento con ellos, pero luego se pone nostálgico y empieza a extrañar a su madre, así que decide ir a casa de nuevo para ver a su madre y su familia.

## Reparto
- Jamie Croft - Voz de Napoleón: Napoleón es un cachorro de golden retriever, su nombre real que es "Muffin", que sueña con aventuras en la naturaleza, corriendo con los perros salvajes. Coge su oportunidad en una cesta del globo potencia y, al mismo tiempo las loro parlanchín Birdo, termina en el Outback australiano, que resulta no ser tan divertido como Napoleón esperaba. Se entera de supervivencia, que viven con otros animales, y siendo por su cuenta, mientras que la mano de su amigo Birdo y al mismo tiempo que va desde un gato loco salvaje.
- Philip Quast - Voz de Birdo:

Birdo es una Rosa de pecho cacatúa que estaba migrando con su rebaño cuando notó algo que flota en el aire y la investigación. Conoce a Napoleón y le "ayuda" bajarlo a tierra firme. Birdo se toma a sí mismo para guiar el perrito aventurero y tratar de convencerlo de volver a casa. Birdo y Napoleón crecen cerca pero Napoleón pronto decide aventurarse por su cuenta. Dicen adiós y caminos se separan, sino que vuelve Birdo al final de la película Napoleón para proporcionar un camino a casa, y se compromete a visitar. 
- Carole Skinner - Voz de la gata (villana principal): es un gato callejero desquiciado y loco que cree que el Outback es su "casa" y su trabajo para eliminar todos los parásitos. Porque ella es una locura que ella piensa que muchos animales, Napoleón, sobre todo, es un ratón y trata con saña para matarlos. Ella y Napoleón se enfrentan en una confrontación final que termina con su ser arrastradas al mar en la canasta de Napoleón. Sin embargo, termina en Sydney, y finalmente se da cuenta de Napoleón era un perro, pero está todavía fuera de su mente mientras silba "ese perro debe morir!".
- Susan Lyons - Voz de la madre de Napoleón
- Coralie Sawade - Voz de la madre de los perritos salvajes
- Olivia Hack - Voz de Nancy
- Ashley Malenger- Voz de Sid
- Blydie Danner - Voz de Mama Dingo
- Dame Edna Everage - Voz del Canguro
- Catherine Lambert - Voz del Loriquito y Conejo
- Tracey Canini - Voz del Loriquito y Conejo
- Annabel Sims - Voz del Loriquito y Conejo
- Neusa Timms - Voz del Loriquito y Conejo
- Debbie Horn - Voz del Loriquito y Conejo
- Lucia Mastrantone - Voz del Solitario Loriquito
- Frank Whitten - Voz del Koala
- Fiona Press - Voz de Otros pájaros Galah
- David McClelland - Voz del demonio de tasmania, Boxeador profesional